# بمب‌گذاری ۲۰۲۴ در بلوچستان پاکستان
در ۷ فوریه ۲۰۲۴، دو بمب‌گذاری در ایالت بلوچستان، پاکستان حداقل ۲۸ کشته و ۴۰ زخمی برجای گذاشت. هدف این حمله‌ها دفاتر کمپین‌های سیاسی در آستانه انتخابات سراسری ۲۰۲۴ بودند. داعش مسئولیت هر دو بمب‌گذاری را پذیرفت و گفت که هر دو حمله توسط موتورسیکلت‌های دارای مواد منفجره انجام شده‌است.

## شرح حادثه
انفجار اول دوازده نفر را در خارج از دفتر یک حزب مستقل در ناحیه پیشین کشت. انفجار دوم در ناحیه قلعه سیف‌الله ۸ کشته بر جای گذاشت.